# أحمد حديد الخميسي
أحمد حديد الخميسي (مواليد 28 يوليو 1999، لاعب كرة قدم إماراتي يجيد اللعب كلاعب وسط لعب سابقاً مع نادي الشارقة في دوري الخليج العربي الإماراتي .